# Wolfgang Strobel
Wolfgang Strobel (Norimberga, 17 ottobre 1896 – Bad Kreuznach, 19 aprile 1945) è stato un calciatore tedesco, di ruolo attaccante.